# Hostages/Beyond the Icy Rings of Saturn
Hostages/Beyond the Icy Rings of Saturn è un singolo di Eugenio Finardi, pubblicato dalla Pathé Marconi nel 1982, estratto dall'album Secret Streets.
Il disco viene prodotto da Angelo Carrara.
Le due canzoni sono interamente in inglese.

## Tracce
Lato A
1. Hostages – 3:46 (Eugenio Finardi)

Lato B
1. Beyond the Icy Rings of Saturn – 4:20 (Eugenio Finardi)